# Recenseamentos gerais da habitação de Portugal
Em Portugal o primeiro recenseamento da habitação fez-se em 1970, realizando-se a partir daí em intervalos de cerca de 10 anos, em simultâneo com recenseamentos da população.

## Recenseamentos gerais
- I recensamento geral da habitação de Portugal - 15 de Dezembro de 1970
- II recensamento geral da habitação de Portugal - 16 de Março de 1981
- III recensamento geral da habitação de Portugal - 15 de Abril de 1991
- IV recensamento geral da habitação de Portugal - 12 de Março de 2001
- V recensamento geral da habitação de Portugal - 21 de Março de 2011